# Ned Hanlan
Edward Hanlan dit Ned Hanlan, né le 12 juillet 1855 et mort le 4 janvier 1908, est un rameur canadien. Il a remporté le championnat du monde à cinq reprises entre 1880 et 1885.

## Biographie

### Enfance et débuts
Il est le second fils de John Hanlan et de Mary Gibbs. Son père est pêcheur et hôtelier.

## Vie privée
Il s'est marié à Margaret Gordon Sutherland avec qui il a eu neuf enfants : trois fils et six filles.

## Hommages
Le film The Boy in Blue est basé sur sa vie. Le Hanlan's Point Beach (en) est également nommé en son honneur. Il fait partie de la liste des personnes d'importance historique nationale.
Un ancien remorqueur à vapeur du port de Toronto, le Ned Hanlan, porte son nom.